# Chirality
Chirality (キラリティー) de Satoshi Urushihara est une série manga de trois tomes sortis chez Pika Édition de genre yuri à tendance hentai, l'œuvre pour laquelle l'auteur a le plus d'affection. Il y a eu aussi un coffret avec Plastic little sorti en France chez Pika, les illustrations couleurs de cette série sont dans l'Art book Venus sorti chez BDérogene.

## Synopsis
2022. Les hommes perdent le contrôle de leur super ordinateur, Gaïa, qui régule le climat sur toute la planète. Ce dernier, bien décidé à se débarrasser des êtres humains, qu'il considère comme nuisibles, provoque éruptions volcaniques et autres catastrophes « naturelles ». Comme si cela ne suffisait pas, Gaïa produit également des GM, des parasites biomécanoïdes capables de contaminer les êtres vivants. 
La pandémie fait des ravages : les humains qui ne meurent pas deviennent des monstres mécaniques. Une créature bien particulière du nom de Carol va cependant s'opposer à ces noirs desseins : elle détient en elle les gènes de maintes créatures vivantes, et cherche par tous les moyens à mener les humains vers une nouvelle terre promise… 

## Personnages
Shiori Florianne Maizen
Âge : 17 ans.
Américaine d'ascendance japonaise, jeune fille naïve et innocente, sa vie va considérablement changer quand elle rencontrera Carol, qu'elle aimera. Elle a un grand-frère, Shizuma.
C.a.r.o.l.Chirality Artificial Recombine Of Life ou Eve
Âge : 18 ans.
Un humain génétiquement créé par MAMAN, le gardien suprême, qui l'a doté de pouvoirs originellement destinés à Adam, son alter-ego masculin. En général, elle est une fille mais elle peut se transformer en homme pendant un laps de temps limité. Elle est chargée de mener les survivants vers la terre promise et de protéger Shiori, qu'elle aime.
VicVS-01 PPDA
Robot relié à Carol par une connexion neuronale, c'est son ange gardien. Il est souvent pris pour un GM.
Pathy
Âge : 17 ans.
Spécialiste du traitement des infections par GM, elle est le médecin de l'expédition. Au début de l'histoire, elle aimait Bart, qui mourra, car affecté par les GM. À la fin, elle se mariera avec Shizuma.
Shizuma
Âge : 20 ans.
Chef en titre de l'expédition, il combat les GM depuis l'âge de 7 ans. C'est le pilote du roader de l'expédition. Il doit emmener l'équipe au repaire de Gaïa pour le neutraliser.
Adam
Âge : 18 ans.
Alter-ego maléfique de Carol (ou Eve), sa nouvelle mission est de tuer Carol et d'empêcher l'expédition d'aboutir.